# AC Pavia
AC Pavia is een Italiaanse voetbalclub uit Pavia die speelt in de Serie D. De club werd opgericht in 1911 en speelde in 1955 voor het laatst in de Serie B

## Bekende (ex-)spelers
- Benito Carbone
- Emanuele Giaccherini
- Francesco Acerbi